# 打倒帝國主義同盟
打倒帝國主義同盟（：／ Tado Jegug-juui Dongmaeng），是金日成在1926年10月17日於吉林省樺甸市成立的抗日馬列主義組織。
该组織也是日後出现的朝鲜劳动党的起源之一。

## 纪念币
1996年，朝鮮中央银行为纪念打倒帝国主义同盟成立70周年发行金银铜鋁纪念币。
2016年，朝鮮中央银行为纪念打倒帝国主义同盟成立90周年发行金银纪念币。纪念币正面为朝鲜民主主义人民共和国中央银行朝文全称，国徽、规格、面额、主体纪年及公元纪年年份等，背面是조선로동당은 위대한 김일성-김정일 동지의 당이다朝文（朝鲜劳动党是伟大的金日成-金正日同志的党），主图案是ㅌ.ㄷ打倒帝国主义同盟旗帜、放光芒的朝鲜的革命圣山-白头山及纪念文字“90周年，1926-2016”以及纹饰等，金银纪念币均为2盎司精制纪念币。